# Meganoton tranquilaris
Meganoton tranquilaris är en fjärilsart som beskrevs av Butler 1877. Meganoton tranquilaris ingår i släktet Meganoton och familjen svärmare. Inga underarter finns listade i Catalogue of Life.